# Lo Batifel de la Gisen
Lo Batifel de la Gisen (en français : Bavardage chez l'Accouchée ou Les Caquetages de chez l'Accouchée) est une œuvre satirique écrite en vers (elle contient 1032 vers) par le Grenoblois Laurent de Briançon et publiée pour la première fois en 1564.

## Résumé
Dans son poème le catholique auteur fait parler tour à tour les membres d'une assemblée de femmes réunies autour de la naissance de leur amie Alison. Le caquetage de ces femmes va de sujets en sujets mais toutes sauf la dernière s'en prennent aux doctrines protestantes calvinistes dont elles critiquent les excès en matière de morale et notamment l'austérité globale et tyrannique qu'elles ont imposées aux Grenoblois. Cette défense catholique prend cependant souvent des tours peu moraux et apparaît aussi comme une défense du bon sens populaire face au rigorisme protestant — l'une des femmes s'offusque par exemple de ce que Calvin a interdit que la femme soit labourée et entend par là défendre une morale catholique plus nuancée sur la sexualité contre le manichéisme calviniste qui condamne celle-ci en bloc. Le bavardage se termine quand sonnent les vêpres de la collégiale Saint-André auxquelles l'assemblée se rend.

## Contexte historique
L'œuvre est indissociable de son contexte historique puisque la défense catholique contre les abus calvinistes s'inscrit dans l'histoire des Guerres de Religion à Grenoble et plus globalement en France. Treize ans avant la bataille de Jarrie qui vit une victoire des forces catholiques écraser les huguenots, la publication du Batifel par Laurent de Briançon et le succès que rencontra cette pièce pensée pour un public local — elle est en effet écrite entièrement en parler francoprovençal grenoblois — démontre que le souvenir du pouvoir huguenot calviniste dans les années 1550 était encore très vivace et que les rancœurs contre les interdits sévères que ce pouvoir avait mis en place étaient encore très partagés.

## Langue
Le choix par Laurent de Briançon, pourtant un auteur d'extraction noble et haut dignitaire de la ville de Grenoble, d'écrire en parler francoprovençal local et non en français témoigne d'une volonté d'inscrire son œuvre dans un décor local et de fédérer ainsi une audience grenobloise très vaste qui s'identifiera mieux à cette langue et à ses tournures plus naturelles que le français de la Cour — il ne faut pas oublier que l'œuvre est aussi écrite pour être déclamée en public. En outre, c'est une défense des mœurs catholiques qu'entreprend Briançon, qui doit donc s'appuyer sur les mœurs des différentes couches sociales de la société grenobloise de l'époque. Comme la langue de la vie de tous les jours est le francoprovençal, il est normal que Briançon emploie cette langue de préférence au français de la Cour — Cour qu'il raillera d'ailleurs dans ses deux œuvres postérieures, Lo Banquet de le Faye et La Vieutenanci du Courtizan.
D'un point de vue philologique l'œuvre de Briançon est du plus grand intérêt puisqu'elle offre un exemple brillant de littérature en francoprovençal et un aperçu de l'état de cette langue peu souvent écrite à Grenoble au XVIe siècle. Ainsi le système de déclinaison a déjà disparu dans Lo Batifel alors qu'il semblait se maintenir encore dans d'autres œuvres du début du même siècle.
Les choix orthographiques de Briançon sont ceux de la plupart des auteurs de langues locales à cette époque, et peuvent se résumer en un mot : simplicité. Les consonnes finales, quoiqu'écrites en français, sont omises en patois, les -s- intervocaliques sont régulièrement écrits -z-, les doubles consonnes du français ne sont pas toujours notées dans les mots correspondants en patois. L'orthographe semble se situer à mi-chemin entre une écriture phonétique et une adaptation de l'orthographe du français de l'époque.

## Éditions modernes
- Bavardages chez l'accouchée in Le Monde alpin et rhodanien. Revue régionale d'ethnologie, n°1/1996, Trois poèmes en patois grenoblois du XVIe siècle pp. 23-29

## Anthologie
- Trois poèmes en patois grenoblois du XVIe siècle in Le Monde alpin et rhodanien. Revue régionale d'ethnologie, n°1/1996